# İbrahim ağa Usubov
İbrahim ağa Usubov (6 marzo 1872 – 16 giugno 1920) è stato un generale azero.
Fu un maggior generale dell'esercito imperiale russo e della Repubblica Democratica di Azerbaigian.

## Fonti
- Shamistan Nazirli. The executed generals of Azerbaijan. 2nd edition. Baku. 2006.